# کاترین هولابرد
کاترین هولابرد (به انگلیسی: Katharine Holabird؛ زادهٔ ۲۳ ژانویهٔ ۱۹۴۸) نویسندهٔ آمریکایی می‌باشد که بیشتر به‌عنوان نویسندهٔ مجموعهٔ آنجلینا بالرینا، به تصویرگری هلن کریگ و مجموعهٔ توینکل، به تصویرگری شارون ویلیامز شناخته می‌شود.